# Boys' Town FC
Boys' Town FC – jamajski klub piłkarski grający obecnie w Jamaican League. Klub ma siedzibę w Kingston. Swoje mecze rozgrywa na stadionie Collie Smith Drive Sporting Complex, który może pomieścić 2.000 widzów.
Do największych osiągnięć klubu należy:
- Trzykrotne mistrzostwo kraju, w latach 1984, 1986, 1989.

Pomimo dobrej gry, jaką prezentuje drużyna Boys' Town, w swoim dorobku nie ma Pucharu Jamajki.